# 緬甸獨立日
緬甸独立日（每年的1月4日）庆祝缅甸於1948年1月4日宣布从大不列顛聯合王國（英國）獨立。

## 圖片

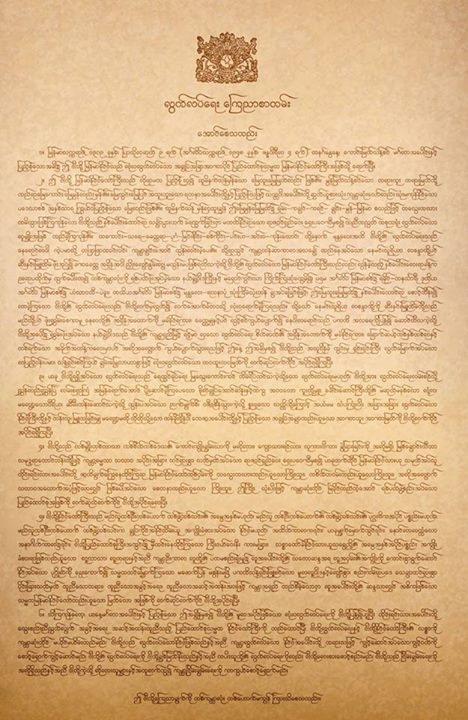
缅甸独立宣言